# Rijksgraafschap Rekem

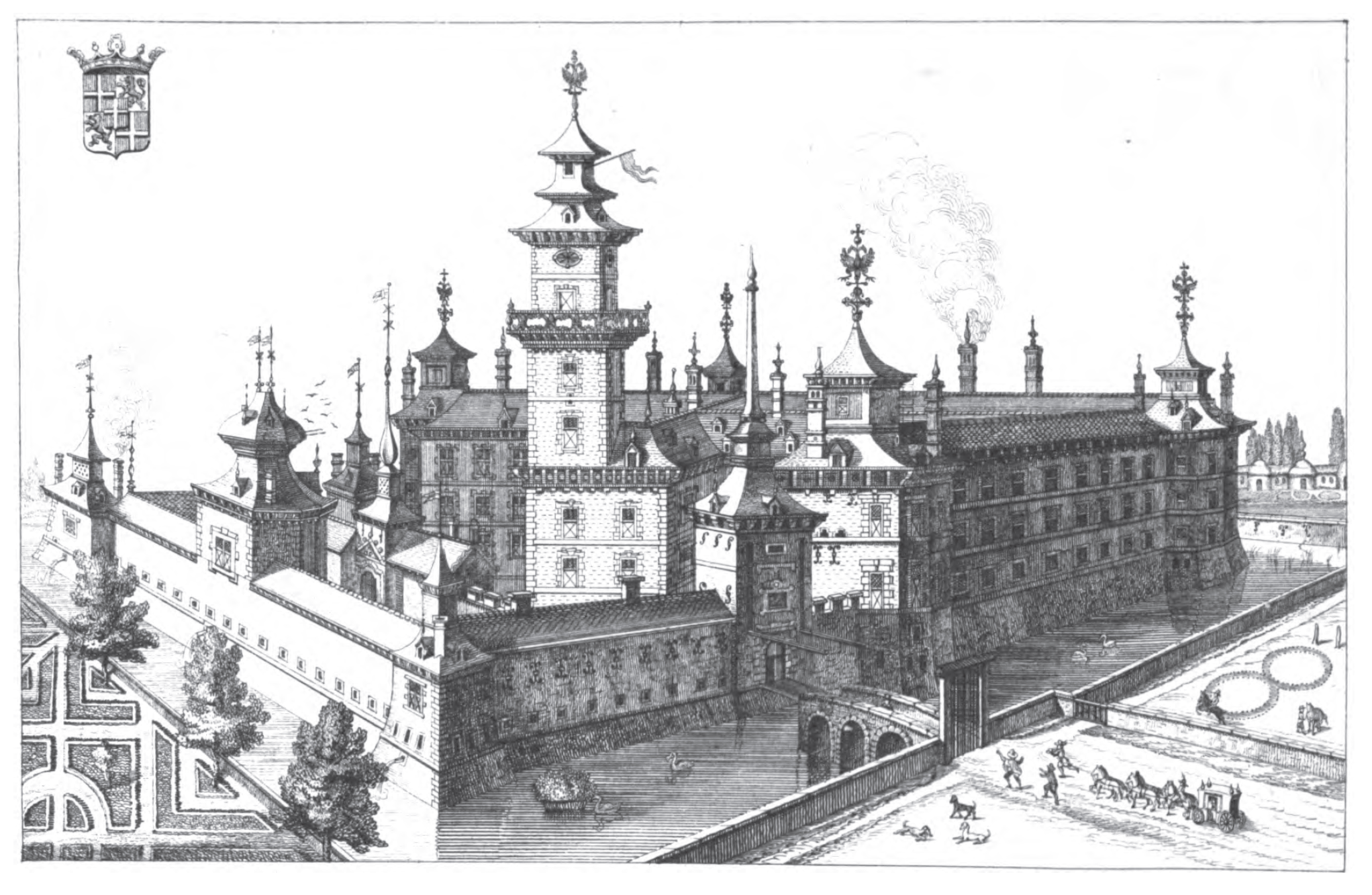
Kasteel d'Aspremont-Lynden in Rekem

Rekem was een tot de Nederrijns-Westfaalse Kreits behorend rijksgraafschap binnen het Heilige Roomse Rijk, gelegen in de huidige Belgische provincie Limburg.
Het rijksgraafschap Rekem, ook wel Reckheim genoemd, besloeg een klein gebied aan de linkeroever van de Maas, ongeveer 10 km ten noorden van Maastricht en bestond behalve uit het stadje Rekem (eigenlijk zijn historische kern Oud-Rekem) en zijn gehuchten, waaronder Wezet (Bovenwezet en Daalwezet), nog uit de dorpen Boorsem, Kotem en Uikhoven. Rekem is tegenwoordig een deelgemeente van Lanaken in de provincie Limburg in België, de overige dorpen maken nu deel uit van de gemeente Maasmechelen.

## Landheren van Rekem voor 1623
Er zijn 25 landheren bekend vooraleer Rekem een rijksgraafschap werd. De belangrijkste families en de langst regerende waren de families Bronckhorst (1134-1312), van Sombreffe (1397-1504) en de familie van Aspremont (1590-1794). Hieronder enkele onder hen:
- Arnold van Redekem, de eerste gekende landheer (1108-1133)
- Gijsbert I van Bronckhorst, die het armenhuis van het Norbertinessenklooster stichtte
- Hendrik van Stein van Diepenbeek (1350-1397)
- Willem van Vlodrop (1553-1564)
- Herman d'Aspremont-Lynden-Reckheim, landheer van de toenmalige baronie Rekem, van 1590 tot 1603

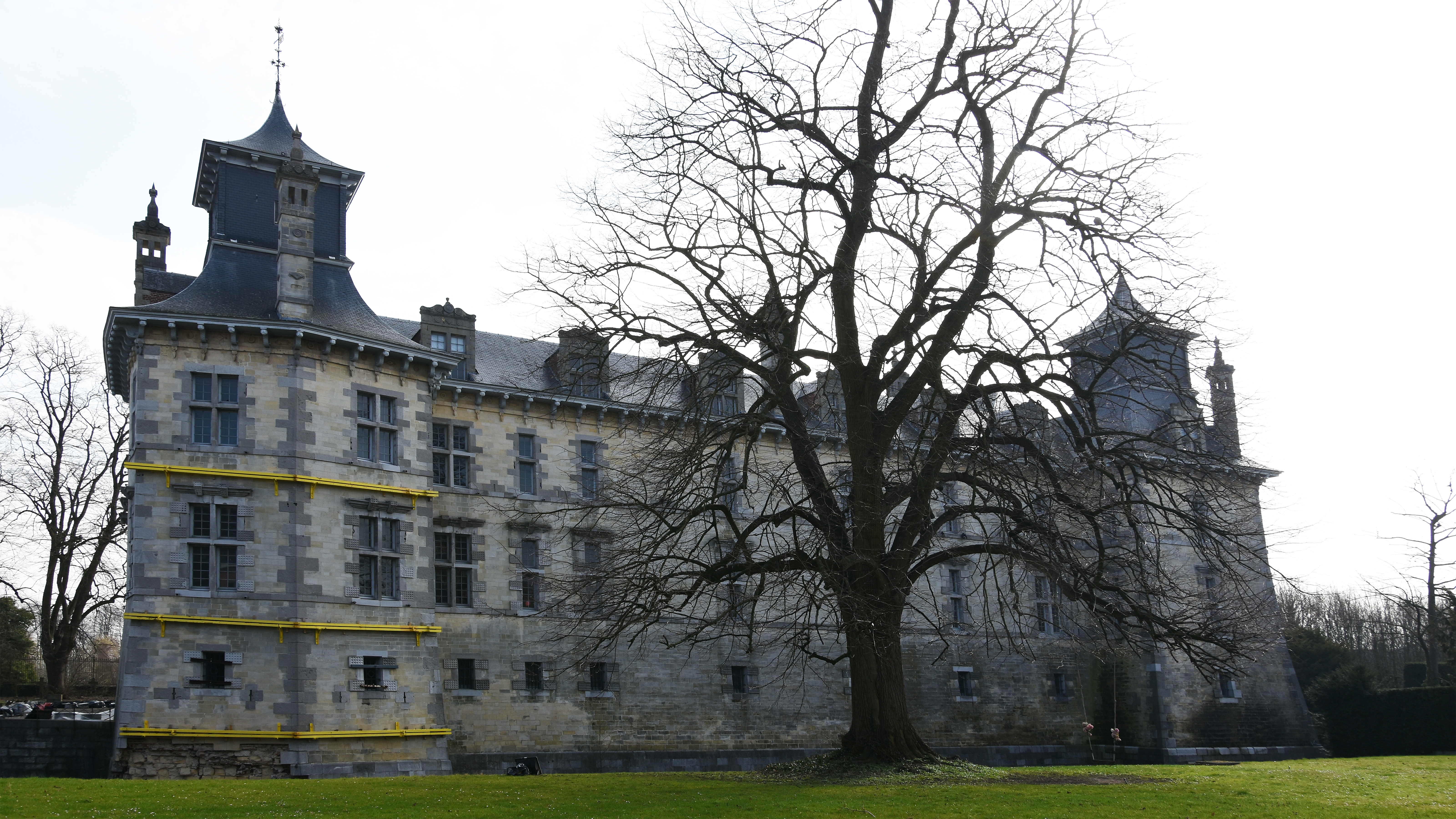
Het kasteel in 2018

## Geschiedenis van het rijksgraafschap 1623–1795
Het middeleeuwse leengoed Reckheim had al een lange geschiedenis achter de rug toen het in 1623 van baronie tot "vrij rijksgraafschap" verheven werd door de Duitse keizer Ferdinand II. Zo werd het gebied een onafhankelijk staatje dat met andere vorstendommen lid werd van de Westfaalse Kreits. De nieuwe graaf kreeg zitting in de Rijksdag van het Rooms Duitse Keizerrijk en kreeg daardoor meer macht en aanzien dan tevoren. Voor zijn onderdanen betekende dat echter méér lasten: ze moesten een bijdrage leveren aan de rijkskas en bovendien meebetalen aan het gezamenlijke leger dat de kreits in stand hield. Zo moest een baronie zeven soldaten leveren en een graafschap 23
De eerste rijksgraaf van Reckheim was Ernst, graaf van Aspremont-Lynden-Reckheim. Door hem kwam het reliek van Petronella in Rekem terecht. Hij gaf opdracht om van het dorpje een stad te maken, terwijl zijn vader Herman van Lynden (1583-1636) al een groot slot had laten bouwen, net buiten het dorp. Dit Kasteel d'Aspremont-Lynden wordt sinds het eind van de jaren tachtig gerestaureerd. De graven hebben het gebied bestuurd tot de Franse bezetting in 1796. Ze zagen al eerder de revolutionaire bui hangen en ontruimden het slot in 1778 om zich op hun Hongaarse landgoederen te vestigen. Met de onafhankelijkheid van Rekem was het toen gedaan: na de Franse tijd werd het onderdeel van de provincie Limburg. Tot de afscheiding van België in 1830 behoorde het gebied tot het Verenigd Koninkrijk der Nederlanden.
De inwoners van Rekem waren voornamelijk boeren. De ligging, zo dicht bij de grote stad Maastricht zal in vredestijd zeker gunstig voor de afzet geweest zijn, maar in oorlogstijd had de bevolking veel te lijden van brandschatting en plundering.

## Schadeloosstelling 1803
In de Reichsdeputationshauptschluss van 25 februari 1803 werden de graven van Aspremont-Lynden in paragraaf 24 schadeloos gesteld voor het verlies van Reckheim door de abdij Baindt (in de huidige Duitse deelstaat Baden-Württemberg) tot een nieuw rijksgraafschap om te vormen. Lang hebben de graven geen plezier gehad van hun nieuwe rijksgraafschap, want Baindt werd in 1806 ingelijfd door het koninkrijk Württemberg.

## Lijst van rijksgraven van Rekem

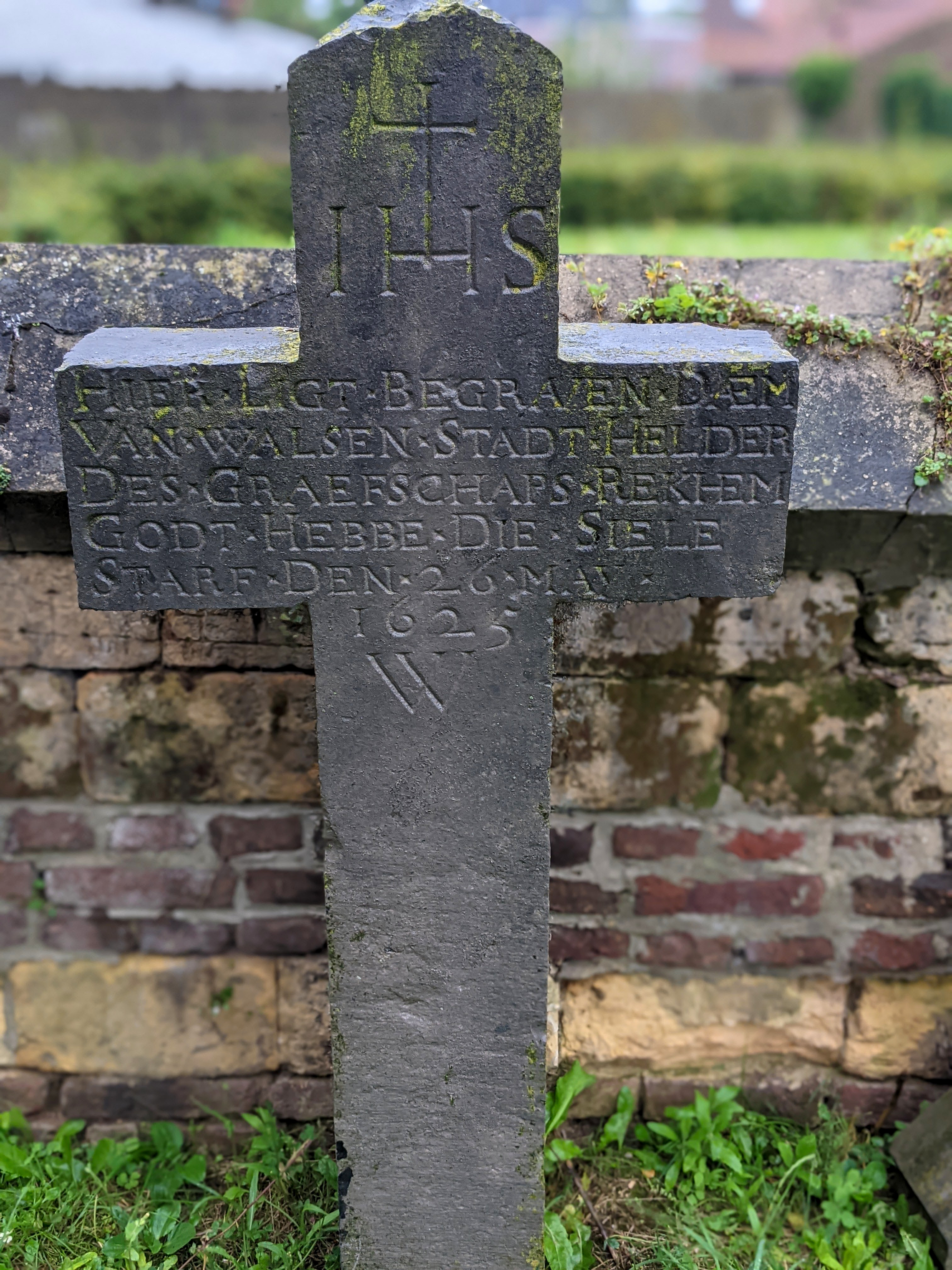
Grafsteen in Uikhoven

| regeringsjaren | naam                 | geboren    | overleden        | familierelatie |
| -------------- | -------------------- | ---------- | ---------------- | -------------- |
| 1623-1636      | Ernst                | 1583       | 24-8-1636        | zoon           |
| 1636-1665      | Ferdinand            | 1611       | 24-8-1665, Rekem | zoon           |
| 1665-1703      | Frans Gobert         | 28-1-1649  | 1703             | zoon           |
| 1703-1708      | Ferdinand Gobert     | 1650       | 1-2-1708         | broer          |
| 1708-1720      | Jozef Gobert         |            | 1720             | zoon           |
| 1720-1750      | Karel Gobert Frans   | 21-11-1703 | 24-11-1749/50    | broer          |
| 1750-1792      | Johan Nepomuk Gobert | 1732       | 1792             | zoon           |
| 1792-1795      | Johan Nepomuk Gobert | 22-9-1757  | 19-9-1819        | zoon           |

## Grafsteen in Uikhoven
Op het kerkhof van de Sint-Niklaaskerk te Uikhoven is een 17e-eeuwse grafsteen te zien (zie afbeelding) die de volgende tekst vermeldt:  'IHS HIER LIGT BEGRAEVEN DAEM VAN WALSEN STADT HELDER DES GRAEFSCHAPS REKHEM GODT HEBBE DIE SIELE STARF DEN 26 MAY 1625 W' 
De grafsteen herinnert aan de tijd toen Uikhoven ook tot het rijksgraafschap behoorde.